# HD 50554
HD 50554は、地球から見て、ふたご座の方角に約100光年離れた位置にある恒星である。

## 概要
| 太陽 | HD 50554  |
| ---- | --------- |
| 太陽 | Exoplanet |

HD 50554は、核内で水素を燃料としているF型主系列星である。7等星であり、肉眼では見えないが双眼鏡や望遠鏡を使うと見ることができる。
2002年、デブラ・フィッシャーらによる視線速度法の観測によって、周囲を公転している太陽系外惑星HD 50554 bが発見された。この惑星は、主星から3億4000万km離れた、やや歪んだ軌道を公転している。
| 名称 （恒星に近い順） | 質量            | 軌道長半径 （天文単位） | 公転周期 (日) | 軌道離心率    | 軌道傾斜角 | 半径 |
| --------------------- | --------------- | ----------------------- | ------------- | ------------- | ---------- | ---- |
| b                     | >4.46 ± 0.48 MJ | 2.28 ± 0.13             | 1224 ± 12     | 0.444 ± 0.038 | —          | —    |